# Overtown (North Lanarkshire)
Pour les articles homonymes, voir Overtown.
 (janvier 2024).
Overtown est un village situé dans le North Lanarkshire, en Écosse.